# Sander volgensis
Espèce
Statut de conservation UICN

 LC  : Préoccupation mineure
Synonymes
 Stizostedion volgensis
Sander volgensis, le Sandre de la Volga, est une espèce proche du sandre doré européen (S. lucioperca) mais de taille plus réduite.

## Description
D'une taille adulte moyenne de 20 à 30 cm, atteignant au maximum 40 à 50 cm et un poids de 1,5  à   2 kg, ce sandre est bien plus petit que le sandre doré européen. Il est de couleur gris bleuté avec des reflets métalliques, et plus clair sur le ventre. Sa robe présente de 5 à 7 bandes verticales sombres assez marquées sur les flancs, et des petites rayures et ponctuations sombres sur les nageoires.
Il se distingue des autres sandres européens par l’absence de "canine" dans sa denture.

## Habitat, répartition
Il vit surtout dans les lacs et les larges cours d'eau à courant lent, profonds, avec une eau plus ou moins turbide, ainsi que dans les estuaires saumâtres. Il partage son habitat avec son cousin le sandre doré européen, dont il peut être la proie.
Comme son nom l'indique ce sandre se rencontre en Europe dans le bassin de la Volga, mais aussi dans le bassin du Danube jusqu'en Autriche, et d'autres rivières jusqu'à l'Oural.

## Alimentation
C'est un carnassier qui consomme principalement divers petits poissons, et ajoute des invertébrés à son menu. Il chasse plutôt le soir et à l'aube. Les juvéniles de perche commune, vivant en zone pélagique, font partie de ses proies principales.